# リチャード・バーベッジ

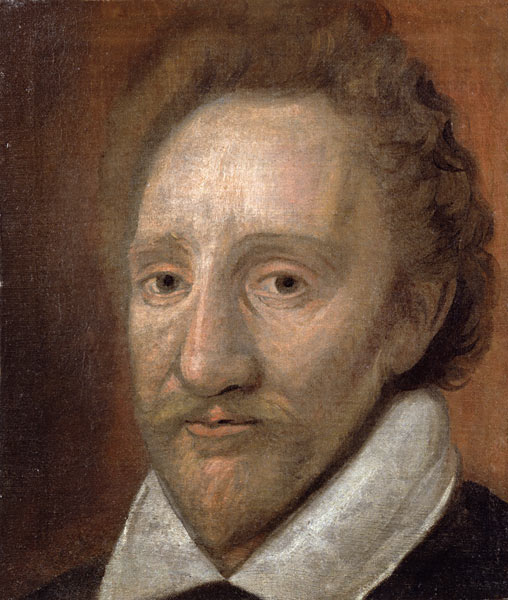
バーベッジの肖像画（作者不詳）。

リチャード・バーベッジ（Richard Burbage、1568年7月7日 - 1619年3月13日）は、ウィリアム・シェイクスピアを専属劇作家として擁していたことで知られる劇団「国王一座」に所属したルネサンス期イギリスの俳優。また同劇団の拠点であった劇場グローブ座とブラックフライヤーズ座の経営者でもあった。

## 生涯と俳優業
バーベッジは貧しい家庭に生まれ、20代前半には俳優として名をはせていたことが知られているが、初期の舞台活動に関する詳細を明らかにする文献はあまり残されていない。レスター伯一座に在籍していたのではないかともいわれるが、明白な証拠は存在しない。1590年には海軍大臣一座で、1592年にはストレインジ卿一座で、1593年にはペンブローク伯一座で活動していたと推測されているが、シェイクスピアと同じ劇団宮内大臣一座（1603年に新国王ジェームズ1世の即位にともない国王一座へと改称）に所属する看板俳優であったことが最もよく知られている。バーベッジは多くのシェイクスピア作品の初演時に主役を務め、ハムレットやオセロー、リチャード三世やリア王などを演じた。シェイクスピア作品のみならず、ベン・ジョンソン作『ヴォルポーネ』 ("Volpone")、『錬金術師』 ("The Alchemist") 、ジョン・マーストン作『不満家』 ("The Malcontent") 、ジョン・ウェブスター作『マルフィ公爵夫人』 ("The Duchess of Malfi") 、ボーモント&フレッチャー作『乙女の悲劇』 ("The Maid's Tragedy") など、同時代の多くの作家による戯曲で主演俳優として舞台に立った。
俳優としてのバーベッジの才能と力量は、バーベッジが演じた役の圧倒的な質と量によって窺い知ることができる。1580年代から1610年代にかけて数百に上る作品と数千に上る登場人物が生み出されているが、1人の登場人物のセリフが800行を超える大作は20本前後にすぎない。イギリスの俳優としてはじめてこうした大役を演じきる実力を備えたのは、クリストファー・マーロウの『タンバレイン大王』 ("Tamburlaine") や『マルタ島のユダヤ人』 ("The Jew of Malta") などに主演したエドワード・アレンである。しかし、こうした大役およそ20のうち、実に13がバーベッジによって演じられたのである。
1597年2月に父ジェームズが没したのち、バーベッジと兄カスバートはロンドンの2つの劇場へ投資した一家の財産を守るため、訴訟によってこれを押さえた。しかし、ブラックフライヤーズ座の他に所有していた、たんにシアター座と呼ばれていたもう一つの劇場（ロンドン初の本格的劇場であるという矜持から The Theatre と名づけた）は、賃貸契約に関して土地所有者と揉めたために解体せざるをえなくなった。シアター座の梁や柱その他の建築資材はテムズ川の南側へ運ばれ、新しい劇場として組み立てなおされた。これがグローブ座である。バーベッジ兄弟は演劇の仕事においても私生活においても、生涯にわたって緊密な関係を保ち、グローブ座に近いショーディッチのハリウェル街に隣り合って居を構えた。バーベッジは妻ウィニフレッドとのあいだに少なくとも8人の子供をもうけているが、バーベッジの死後、ウィニフレッドは国王一座の俳優リチャード・ロビンソンと再婚している。
「チャンドス・ポートレイト」 (Chandos portrait) の名で知られる有名なシェイクスピアの肖像画は、実際にはバーベッジを描いたものなのではないかと考える者もいる。その一方で、バーベッジが絵画に強い関心を抱いていたことから、むしろバーベッジはこの肖像画の作者であったかもしれないという説もある。ダリッジ・カレッジには、この肖像画とどことなく似た様式をした女性の頭像があり、バーベッジの作品であると長らく信じられていた。ただし、1987年にはおそらくバーベッジではなく北部イタリアの画家によって描かれたものであろうということが明らかになっている。
アレンや国王一座の同僚シェイクスピアと異なり、バーベッジは生涯引退せず、1619年に死去するまで舞台に立ちつづけた。アレンやシェイクスピアのようなビジネスの才覚がなかったためもある。バーベッジは死後に「300ポンド以上」に相当する不動産を妻に遺したといわれている。これはまずまずの財産であるが、アレンが築きあげた大きな財産よりはるかに少なく、シェイクスピアが1616年に亡くなったときに遺した資産と比べても少ないものである。
バーベッジはグローブ座の近くにあるセント・レナード教会に埋葬された。墓石は失われたが、後世になってバーベッジ兄弟の記念碑が設立された。名も知れぬ詩人がバーベッジのために『1618年3月13日、四旬節の土曜日に世を去った高名な俳優リチャード・バーベッジの死を悼む哀歌』 ("A Funerall Elegye on the Death of the famous Actor Richard Burbedg who died on Saturday in Lent the 13 of March 1618") なる詩を書き、ハムレットやリア王他、彼が演じることによって命を吹き込まれたすばらしい登場人物たちが永遠に死んでしまったことを嘆いている。しかし、彼の死を悼んで書かれた多くの碑文の中で最も心を打つものは、おそらく最も短いものだろう。
——「バーベッジ退場」。